# Amityville (Nova York)
Amityville és una vila del Comtat de Suffolk (Nova York) als Estats Units d'Amèrica.

## Demografia
Segons el Cens dels Estats Units del 2000 Amityville tenia 9.441 habitants, 3.434 habitatges, i 2.266 famílies. La densitat de població era de 1.744,1 habitants/km².
Dels 3.434 habitatges en un 27,7% hi vivien nens de menys de 18 anys, en un 51,8% hi vivien parelles casades, en un 10,5% dones solteres, i en un 34% no eren unitats familiars. En el 27,1% dels habitatges hi vivien persones soles l'11,6% de les quals corresponia a persones de 65 anys o més que vivien soles. El nombre mitjà de persones vivint en cada habitatge era de 2,57 i el nombre mitjà de persones que vivien en cada família era de 3,15.
Per edats la població es repartia de la següent manera: un 21,9% tenia menys de 18 anys, un 5,7% entre 18 i 24, un 30,7% entre 25 i 44, un 24,2% de 45 a 60 i un 17,5% 65 anys o més.
L'edat mediana era de 40 anys. Per cada 100 dones de 18 o més anys hi havia 85,5 homes.
La renda mediana per habitatge era de 61.885 $ i la renda mediana per família de 72.632 $. Els homes tenien una renda mediana de 52.011 $ mentre que les dones 35.055 $. La renda per capita de la població era de 27.750 $. Entorn del 5,6% de les famílies i el 7,5% de la població estaven per davall del llindar de pobresa.